# 巴罗基尼亚
巴罗基尼亚是巴西塞阿拉州的一个市镇。总面积383.426平方公里，总人口14809人，人口密度38.6人/平方公里。